# عباس المصفي
عباس حمد المَصْفِي (1882 - 26 مارس 1956) صحفي وشاعر لبناني - مصري. ولد في بلدة بعقلين وتلقى علومه الأولى في إحدى مدارسها، ثم في بلدة عبية والتحق بالمدرسة الداودية فحصل على شهادة الثانوية، ثم قصد دمشق فدرس القانون في جامعة الحقوق بها وأتقن اللغات الإنجليزية والفرنسية والتركية. هاجر إلى مصر سنة 1904 فمارس التعليم ثم عمل ناظرًا لإحدى مدارس الصعيد، ثم انتقل إلى الإسكندرية فعمل صحافيًا في جريدة الإجيبشيان جازيت سنة 1906، ثم عمل محررًا في جريدة الأهرام في من 1925 إلى 1953. أسهم في تأسيس حزب الاتحاد اللبناني. نشط في إقامة لقاءات لساسة وأدباء بلاد الشام في بيته بالإسكندرية، كما نشط سياسيًا في المطالبة باستقلال لبنان أواخر الحرب العالمية الأولى. قضى حياته في لبنان وسورية ومصر وتوفي في الإسکندرية. منحته حكومة لبنان عام 1954 وسام الأرز من رتبة فارس، كما أطلق اسمه على شارع من شوارع الإسكندرية.

## سيرته
ولد عباس بن حمد بن خليل المصفي في بعقلين سنة 1882 وتلقى علومه الأولى فيها ثم في الداودية في عبيه، وانتقل بعدها إلى الشام فدرس الحقوق في جامعتها وهاجر بعدئذ إلى مصر في سنة 1910 حيث مارس التعليم ثم إدارة إحدى مدارس الصعيد، ثم انتقل إلى الإسكندرية ليمارس الصحافة والأدب فبدأ محرراً في جريدة الإجيبشيان جازيت التي كانت تصدر باللغة الإنجليزية، وفي الوقت نفسه أخذ يكتب في الأهرام سنة 1935. وبعد مدة انصرف إلى إدارة جريدة الأهرام وتحريرها عندما انتقلت ملكيتها إلى جبرائيل تقلا باشا، فنهض بها مستوی الصحف العالمية، وكان يوقع على كتاباته بالحرفين ع.م عالج فيها شتی الشؤون السياسية والاجتماعية في مصر والدول العربية، بعمق وموضوعية حتى أن كثيرين كانوا يعزونها إلى علي ماهر باشا.

أسهم في تأسيس حزب الاتحاد اللبناني الذي كان ينادي باستقلال لبنان في أواخر الحرب العالمية الأولى، وأشرف على إصدار كتاب استقلال لبنان والاتحاد اللبناني في الإسكندرية سنة 1918. وكان بيته في الإسكندرية ملتقى الساسة الوطنيين والأدباء والشعراء منهم شكيب وشكري القوتلي ورشيد طليع وعوني عبد الهادي وأحمد قدري وخير الدين الزركلي وإميل الخوري. «إلى جانب أنه كان علماً من أعلام الصحافة وكاتباً مجيداً وسياسياً وطنياً، كان شاعراً أيضاً ولو أنه مقلّ، نظم في المناسبات وأجاد.»

توفي في الإسكندرية في 26 آذار 1956. تذكر بعض المصادر أن جثمانه نقل إلى مسقط رأسه.